# Петер Чех
Петер Чех (нім. Peter Zschech; 1 жовтня 1918, Константинополь — 24 жовтня 1943, Атлантичний океан) — німецький офіцер-підводник, капітан-лейтенант крігсмаріне.

## Біографія
3 квітня 1936 року вступив на флот. З липня 1939 року — вахтовий офіцер на есмінці «Герман Шеманн», з квітня 1940 року — на «Фрідріх Ін». З жовтня 1940 по березень 1941 року пройшов курс підводника. З березня 1941 року — помічник інструктора торпедного училища Мюрвіка. З серпня 1941 року — вахтовий офіцер на підводному човні U-124. В серпні-вересні 1942 року пройшов курс командира човна. З 6 вересня 1942 року — командир U-505, на якому здійснив 7 походів (разом 118 днів у морі). 7 листопада 1942 року потопив британський торговий пароплав Ocean Justice водотоннажністю 7173 тонни, навантажений баластом (600 тонн марганцевої руди); всі 56 членів екіпажу вціліли.
24 жовтня 1943 року о 20:00 U-505 був атакований глибинними бомбами групи есмінців. Чех не віддав жодних наказів і мовчки пішов у свою каюту. Під час другої атаки він знову з'явився на центральному пункті і застрелився. Командування прийняв 1-й вахтовий офіцер оберлейтенант-цур-зее Пауль Меєр, який наказав відступати, зміг відірватися від переслідувачів і 7 листопада повернув човен в Лор'ян. Наступного ранку Чех був похований в морі.

## Оцінка сучасників
Колишній член екіпажу U-505 Ганс Гебелер в своїх мемуарах «Сталевий човен, залізні серця: життя підводника на борту члена екіпажу U-505» відзначав, що більшість членів екіпажу ненавиділи Чеха ще за його життя. Після самогубства командира вони вважали, що Чех покинув їх напризволяще, і не жаліли його.

## Звання
- Кандидат в офіцери (3 квітня 1936)
- Морський кадет (10 вересня 1936)
- Фенріх-цур-зее (1 травня 1937)
- Оберфенріх-цур-зее (1 липня 1938)
- Лейтенант-цур-зее (1 жовтня 1938)
- Оберлейтенант-цур-зее (1 жовтня 1940)
- Капітан-лейтенант (1 квітня 1943)

## Нагороди
- Залізний хрест
  - 2-го класу (21 грудня 1939)
  - 1-го класу (12 квітня 1942)
- Нагрудний знак есмінця (19 жовтня 1940)
- Нагрудний знак підводника (31 грудня 1941)